# Камашинське водосховище
Камашинське водосховище — гідротехнічний об'єкт в Узбекистані.
Водосховище лежить на рівнині, що тягнеться північніше Яккабазького хребта й належить до Шахрисабзької оази. Хоча водойма створена на водотоці Шурасай (Шурчасай), проте вона належить до наливних — тобто має отримувати основний ресурс зі стороннього джерела, стік якого не перехоплений греблею. У випадку з Камашинським водосховищем такими джерелами є великі ліві притоки Кашкадар'ї — Карабагдар'я (лівий рукав нижньої течії Яккабагдар'ї) та Лянгар, що стікають з Яккабазького хребта. При цьому можливо відзначити, що вище за течією цих річок лежать Карабазьке та Лянгарське водосховища відповідно.
Для утримання Камашинського водосховища знадобилась земляна дамба із суглинку висотою до 15 метрів та довжиною 3100 метрів, що потребувала 1,04 млн м3 матеріалу. Вона утримує сховище з площею поверхні 3,82 км2 та об'ємом 25 млн м3, з яких 23,8 млн м3 належать до корисного (чому відповідає коливання рівня поверхні між позначками 495,3 та 484,7 метра НРМ). Розміри цієї водойми досягають 3,1 км у довжину та 1,6 км у ширину.
Водосховище спорудили в 1957 (за іншими даними — 1972) році та реконструювали в 1987-му. Його призначенням є іригація 1,6 тисячі гектарів земель.